# روسي تايلور
روسي تايلور (بالإنجليزية: Russi Taylor)‏ (و. 1944 – 2019 م) هي مؤدية أصوات، وممثلة أمريكية، ولدت في كامبريدج، بدأت مشوارها المهني سنة 1980، توفيت في غلينديل، عن عمر يناهز 75 عاماً ، بسبب سرطان القولون.

## أعمال بارزة
من أهم أعمالها:
- ذا سيمبسونز
- نادي ميكي ماوس
- دار الفار
- The Flintstones & WWE: Stone Age SmackDown! [الإنجليزية]‏
- Jetsons: The Movie [الإنجليزية]‏
- بيبي
- من ورط الأرنب روجر
- Mickey Mouse franchise ‏

## جوائز وترشيحات
حصلت على جوائز منها:
جائزة أساطير ديزني في 2008
ترشحت لـ:
جائزة آني، عن عمل: Jakers! The Adventures of Piggley Winks ‏2005.

## وصلات خارجية
- روسي تايلور في قاعدة بيانات الأفلام على الإنترنت
- روسي تايلور  على موقع أول موفي